# سلافكو فينتشيتش
سلافكو فينتشيتش (بالسلوفينية: Slavko Vinčić)‏ (مواليد 25 نوفمبر 1979) حكم كرة قدم سلوفيني.

## روابط خارجية
- سلافكو فينتشيتش على موقع Soccerway.com (الإنجليزية)